# Natalia Meta
Natalia Meta (Buenos Aires, 1974) és una directora de cinema, guionista, productora, editora i filòsofa argentina. El seu primer llargmetratge, Muerte en Buenos Aires, es va estrenar l'any 2014, al qual li va seguir El prófugo, que es va estrenar l'any 2021 en la Competència Oficial del Festival Internacional de Cinema de Berlín.

## Biografia
Natalia Meta va néixer el 1974 a la ciutat de Buenos Aires, Argentina. Es va llicenciar en Filosofia per la Universitat de Buenos Aires. El 2017 va produir la pel·lícula El futuro que viene, de Constanza Novick. Va dirigir i coescriure la seva primera pel·lícula, Muerte en Buenos Aires, el 2014, i la seva segona pel·lícula, El prófugo, el 2021. Aquesta última es va estrenar en la Competència Oficial del 70è Festival Internacional de Cinema de Berlín, i va prendre inspiració de la novel·la de terror El mal menor (1996), de C. E. Feiling.
A més de la seva labor en cinema, Meta va fundar al costat de Luis Chitarroni i Diego D´Onofrio l'editorial La Bestia Equilátera.

## Filmografia

### Direcció
- Muerte en Buenos Aires (2014)
- El prófugo (2021)

### Producció
- El futuro que viene (2017, de Constanza Novick)